# Okienko pocztowe

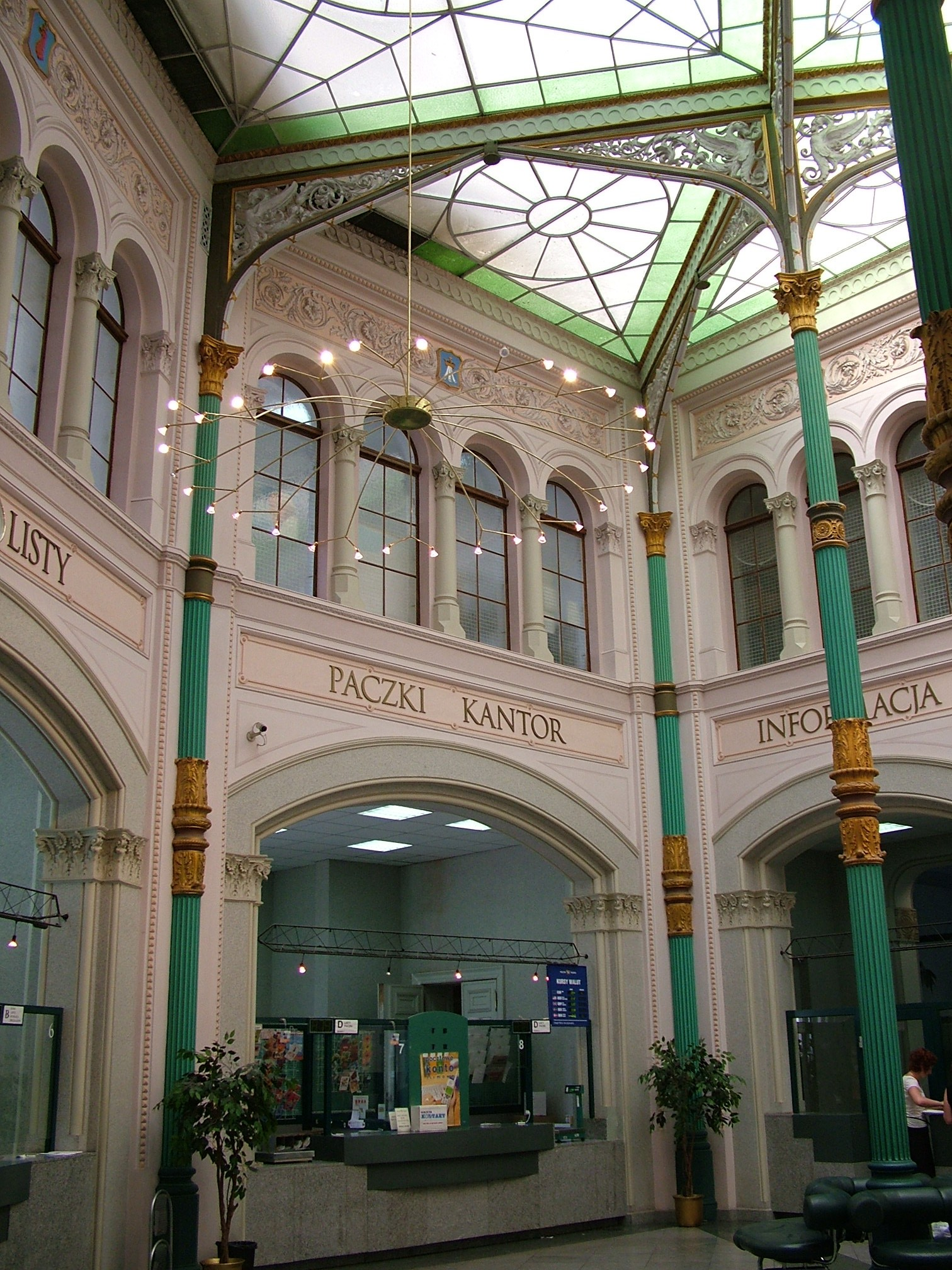
Wnętrze Urzędu Pocztowego Szczecin 2

Okienko pocztowe – wydzielona część urzędu pocztowego, przez którą dokonywana jest obsługa klientów. 
Okienko pocztowe to lada, najczęściej zabezpieczona wytrzymałym szkłem, będąca osobnym stanowiskiem obsługi klienta. Przy stanowisku znajdują się urządzenia, wykorzystywane do przyjmowania i wydawania przesyłek pocztowych, tj. waga listowa, komputer z oprogramowaniem rejestru transakcji oraz czytniki kodów kreskowych do obsługi np. listów poleconych czy paczek pocztowych.
Większość okienek oferuje wszystkie usługi Poczty Polskiej. Jednak wśród okienek wyróżnić należy specjalne okienka do przyjmowania paczek, które mają obniżoną ladę i wyposażone są w wagę paczkową. Innym specjalnym rodzajem okienek są okienka informacyjne, w których nie można zakupić usług, ale otrzymać informację na ich temat, złożyć skargę itp. W większych urzędach pocztowych, posiadających np. dwie sale, może występować dodatkowy podział okienek – przykładowo w jednej sali okienka świadczą usługi pocztowe, w drugiej – finansowe.